# Werner Beierwaltes
Werner Beierwaltes (Klingenberg am Main, 8 de maio de 1931 - Würzburg, 22 de fevereiro de 2019) foi um acadêmico alemão mais conhecido como historiador da filosofia. Suas áreas de especialização mais importantes foram o neoplatonismo e o idealismo alemão. Foi Professor Emérito de Filosofia na Universidade de Munique.
Seus muitos livros incluem Proklos: Grundzuge seiner Metaphysik, Denken des Einen: Studien zur neuplatonischen Philosophie und ihrer Wirkungsgeschichte, Eriugena: Grundzuge seines Denkens, Platonismus im Christentum e Platonismus und Idealismus. Ele estava entre os Conselheiros Editoriais originais do jornal acadêmico Dionysius, no qual podem ser encontrados exemplos de seus escritos em língua inglesa. Foi também membro do Conselho Editorial do International Journal of Philosophical Studies, Quaestio e Anuario Filosófico.
Foi membro da Academia de Ciências da Baviera desde 1986 e membro da Academia Real da Irlanda. Além disso, foi admitido na Ordem do Mérito da República Federal da Alemanha e na Ordem do Mérito da Baviera.